# JAR (oprogramowanie)
JAR – format kompresji danych oraz program do kompresji i dekompresji tego typu plików. Został stworzony przez Roberta K. Junga jako następca programu ARJ.
Program JAR ma składnię polecenia i zestaw opcji podobne do ARJ, nie jest jednak z nim zgodny. Choć osiągał bardzo dobrą kompresję (ze współczesnych mu programów: RAR 2.00, UC2 rev 3 i PKZIP 2.04 żaden nie dorównywał mu stopniem kompresji, a tylko PKZIP kompresował dane szybciej), nie był powszechnie używany.
UWAGA: program kompresji JAR nie ma nic wspólnego z (opartym na formacie ZIP) formatem JAR archiwów bibliotek i aplikacji w języku Java.